# 万里镇
万里镇，是中华人民共和国河北省沧州市肃宁县下辖的一个乡镇级行政单位。位于肃宁县最南端，西南与饶阳接壤，东南与献县接壤。距县城13公里，总面积43平方公里，耕地面积6万亩，辖29个行政村，总人口3.6万人，其中城镇人口886人。

## 行政区划
万里镇下辖以下地区：
南于庄村、万里村、尹家庄村、河头店村、闫郝村、魏娄村、小张庄村、豆阎庄村、泗水岸村、大闫庄村、盖甸庄村、吕家庄村、小刘庄村、岳家庄村、柳家庄村、沙河村、崔家庄村、小闫庄村、官厅村、马家庄村、西辛庄村、东辛庄村、代刘庄村、张大人庄村、龙堂村、窝南府村、柏家庄村、赵李庄村和卫家庄村。